# توماش ولچک
توماش ولچک (چکی: Tomáš Vlček؛ زادهٔ ۲۸ فوریهٔ ۲۰۰۱) بازیکن فوتبال اهل جمهوری چک است.
از باشگاه‌هایی که در آن بازی کرده است می‌توان به باشگاه فوتبال اسلاویا پراگ اشاره کرد.
وی همچنین در تیم‌های ملی فوتبال زیر ۲۱ سال جمهوری چک، و جمهوری چک بازی کرده است.